# Пайлот-Рок (Орегон)
Пайлот-Рок (англ. Pilot Rock) — місто (англ. city) в США, в окрузі Уматілла штату Орегон. Населення — 1328 осіб (2020).

## Географія
Пайлот-Рок розташований за координатами 45°29′37″ пн. ш. 118°49′47″ зх. д. / 45.49361° пн. ш. 118.82972° зх. д. (45.493618, -118.829685).  За даними Бюро перепису населення США в 2010 році місто мало площу 3,81 км², з яких 3,76 км² — суходіл та 0,05 км² — водойми.

### Клімат
| Клімат : Пайлот-Рок     | Клімат : Пайлот-Рок | Клімат : Пайлот-Рок | Клімат : Пайлот-Рок | Клімат : Пайлот-Рок | Клімат : Пайлот-Рок | Клімат : Пайлот-Рок | Клімат : Пайлот-Рок | Клімат : Пайлот-Рок | Клімат : Пайлот-Рок | Клімат : Пайлот-Рок | Клімат : Пайлот-Рок | Клімат : Пайлот-Рок | Клімат : Пайлот-Рок |
| Показник                | Січ.                | Лют.                | Бер.                | Квіт.               | Трав.               | Черв.               | Лип.                | Серп.               | Вер.                | Жовт.               | Лист.               | Груд.               | Рік                 |
| Абсолютний максимум, °C | 26,7                | 26,1                | 27,8                | 34,4                | 38,3                | 41,7                | 46,7                | 43,9                | 39,4                | 33,3                | 27,2                | 22,2                | 46,7                |
| Середній максимум, °C   | 5,7                 | 8,4                 | 13,2                | 17,3                | 22,1                | 26,6                | 32,2                | 31,3                | 25,8                | 18,8                | 10,8                | 6,2                 | 18,2                |
| Середній мінімум, °C    | −3,9                | −2,3                | 0,3                 | 2,7                 | 5,9                 | 9,2                 | 11,7                | 11,2                | 7,7                 | 3,2                 | −0,3                | −3,1                | 3,6                 |
| Абсолютний мінімум, °C  | −29,4               | −28,3               | −16,1               | −13,3               | −3,9                | −2,2                | −1,1                | 0,0                 | −7,2                | −11,7               | −26,1               | −29,4               | −29,4               |
| Норма опадів, мм        | 37                  | 29                  | 35                  | 35                  | 38                  | 34                  | 9                   | 14                  | 18                  | 27                  | 39                  | 38                  | 352                 |
| Днів з опадами          | 11                  | 9                   | 10                  | 9                   | 9                   | 7                   | 3                   | 3                   | 4                   | 7                   | 10                  | 10                  | 92,0                |
| ----------------------- | ------------------- | ------------------- | ------------------- | ------------------- | ------------------- | ------------------- | ------------------- | ------------------- | ------------------- | ------------------- | ------------------- | ------------------- | ------------------- |
| Джерело:                |                     |                     |                     |                     |                     |                     |                     |                     |                     |                     |                     |                     |                     |

## Демографія
Згідно з переписом 2010 року, у місті мешкали 1502 особи в 582 домогосподарствах у складі 416 родин. Густота населення становила 394 особи/км².  Було 649 помешкань (170/км²).
Расовий склад населення:
| - 93,5 % — білих - 1,7 % — корінних американців - 1,0 % — осіб інших рас |

До двох чи більше рас належало 3,7 %. Частка іспаномовних становила 3,2 % від усіх жителів.
За віковим діапазоном населення розподілялося таким чином: 27,0 % — особи молодші 18 років, 56,2 % — особи у віці 18—64 років, 16,8 % — особи у віці 65 років та старші. Медіана віку мешканця становила 37,9 року. На 100 осіб жіночої статі у місті припадало 95,1 чоловіків;  на 100 жінок у віці від 18 років та старших — 91,3 чоловіків також старших 18 років.
Середній дохід на одне домашнє господарство  становив 54 274 долари США (медіана — 38 550), а середній дохід на одну сім'ю — 61 122 долари (медіана — 44 583). Медіана доходів становила 41 250 доларів для чоловіків та 33 490 доларів для жінок. За межею бідності перебувало 14,8 % осіб, у тому числі 23,8 % дітей у віці до 18 років та 4,8 % осіб у віці 65 років та старших.
Цивільне працевлаштоване населення становило 575 осіб. Основні галузі зайнятості: виробництво — 21,2 %, освіта, охорона здоров'я та соціальна допомога — 21,0 %, роздрібна торгівля — 15,8 %.